# Алексис Санчес
Алексис Алехандро Санчес Санчес (на испански: Alexis Alejandro Sánchez Sánchez) е чилийски футболист. Играч на Удинезе.

## Биография
Роден е на 19 декември 1988 г. в Токопиля, Антофагаста, Чили. Познат е с различни прякори, вкл. „AS9“, „Момчето-чудо“ и др. Освен като нападател, Алексис играе отлично и като крило.

## Клубна кариера

### Завръщане в Удинезе Калчо
След успешен период в Аржентина, Санчес напуска Южна Америка и се завръща в Удинезе Калчо, където ще си партнира със сънародника си Маурисио Исла. Неофициалният му дебют е срещу Басано в приятелски мач при победата с 3 – 0. В този двубой бива избран за играч на мача.
На 14 септември 2008 г. изиграва първия си мач в Серия А при загубата с 0 – 1 срещу Ювентус. На 19 декември вкарва първия си гол в лигата срещу Лече. След този гол, формата на Алексис спада и той отнася доста критики. Тези критики спират когато той вкарва победния гол срещу Болоня при победата с 1 – 0, като бива избран и за играч на мача.
През сезон 2009 – 2010 Алексис Санчес става ключов футболист на Удинезе Калчо.
На 27 февруари 2011 г., Алексис вкарва четири гола при победата със 7 – 0 над Палермо. Това означава, че той подобрява рекорда за най-много вкарани голове от чилийски футболист (за един мач) в Серия А, като изпреварва сънародниците си Марсело Салас и Иван Саморано.
По това време, Санчес и италианският му съотборник Антонио Ди Натале образуват един от най-добрите напбщо 39 гола и изостават само на два от дуото Дел Пиеро – Трезеге, които вкарват 41 гола през сезон 2007/08. Като признание за постиженията му, Алексис бива избран за най-обещаващ младеж в света за 2011 в анкета на ФИФА, където потребителите можеха да избират между Санчес, Гарет Бейл, Хавиер Пасторе, Гансо и Неймар.

### Барселона
На 20 юли 2011 г., ФК Барселона потвърждава, че са се съгласили да платят 26 млн. евро (плюс 11 млн. различни бонуси) за трансфера на Алексис Санчес на Камп Ноу от Удинезе. По този начин той става първият чилийски футболист играл за Барса в тяхната история. Трансферът бива финализиран пет дни по-късно когато преминава медицински прегледи и подписва договор за 5 години. Първите думи на Алексис като футболист на каталунците са: „Искам да се уча от футболисти като Меси и Шави и да помогна на отбора да спечели още титли.“
В неговия дебютен сезон имаше някои краткосрочни контузии. Прави дебюта си на 14 август 2011 г., срещу вечния съперник Реал Мадрид в мач за Суперкупата на Испания, която Барселона печели с общ резултат 5 – 4. В този мач, чилийският футболист контузва бедрото си при съприкосновение с Марсело. Завръща се в игра след две седмици за Суперкупата на Европа, която Барса печели с 2 – 0. След това, Санчес започва като титуляр при победата с 5 – 0 над Виляреал и отбелязва първия си гол за каталунците. Една седмица по-късно на 10 септември, той бива изнесен на носилка в мач от Примера дивизион срещу Реал Сосиедад, след сблъсък с Дани Естрада. Завръща се в игра на 1 ноември 2011 г., срещу Виктория Пилзен. На 10 декември при резултат 1 – 0 за Реал Мадрид, Алексис вкарва изравнителен гол и помага на отбора си да спечели с крайното 1 – 3.
На 14 февруари 2012 г. Алексис вкарва първия и втория гол в кариерата си в Шампионската лига срещу Байер Леверкузен при победата с 3 – 1.
На 10 февруари 2013 г. вкарва първия си гол за сезон 2012/13 при домакинската победа над Хетафе с 6 – 1. До края на сезона вкарва 8 гола в първенството, като помага на отбора си да стане шампион и да завърши със 100 точки.
На 26 октомври 2013 г. вкарва победния гол срещу Реал Мадрид при победата с 2 – 1 при първото Ел Класико за сезон 2013/14. На януари 2014 г. Алексис вкарва първия си хеттрик за Барса при победата с 4 – 0 над Елче.

## Кариерна статистика

### Клубна статистика
| Отбор             | Сезон            | Лига                 | Лига    | Лига   | Национална Купа | Национална Купа | Купа на лигата | Купа на лигата | Контитнентална | Контитнентална | Други   | Други  | Общо    | Общо   |
| Отбор             | Сезон            | Дивизия              | Участия | Голове | Участия         | Голове          | Участия        | Голове         | Участия        | Голове         | Участия | Голове | Участия | Голове |
| ----------------- | ---------------- | -------------------- | ------- | ------ | --------------- | --------------- | -------------- | -------------- | -------------- | -------------- | ------- | ------ | ------- | ------ |
| Кобрелоа          | 2005             | Примера Дивисион     | 35      | 3      | —               | —               | —              | —              | 3              | 0              | —       | —      | 38      | 3      |
| Кобрелоа          | 2006             | Примера Дивисион     | 12      | 9      | —               | —               | —              | —              | —              | —              | —       | —      | 12      | 9      |
| Кобрелоа          | Total            | Total                | 47      | 12     | —               | —               | —              | —              | 3              | 0              | —       | —      | 50      | 12     |
| Коло Коло         | 2006             | Примера Дивисион     | 18      | 4      | —               | —               | —              | —              | 9              | 1              | —       | —      | 27      | 5      |
| Коло Коло         | 2007             | Примера Дивисион     | 14      | 1      | —               | —               | —              | —              | 7              | 3              | —       | —      | 21      | 4      |
| Коло Коло         | Total            | Total                | 32      | 5      | —               | —               | —              | —              | 16             | 4              | —       | —      | 48      | 9      |
| Ривър Плейт       | 2007 – 08        | Примера Дивисион     | 23      | 4      | —               | —               | —              | —              | 8              | 0              | —       | —      | 31      | 4      |
| Удинезе           | 2008 – 09        | Серия А              | 32      | 3      | 2               | 0               | —              | —              | 9              | 0              | —       | —      | 43      | 3      |
| Удинезе           | 2009 – 10        | Серия А              | 32      | 5      | 4               | 1               | —              | —              | —              | —              | —       | —      | 36      | 6      |
| Удинезе           | 2010 – 11        | Серия А              | 31      | 12     | 2               | 0               | —              | —              | —              | —              | —       | —      | 33      | 12     |
| Удинезе           | Total            | Total                | 95      | 20     | 8               | 1               | —              | —              | 9              | 0              | —       | —      | 112     | 21     |
| ФК Барселона      | 2011 – 12        | Ла Лига              | 25      | 12     | 7               | 1               | —              | —              | 6              | 2              | 3       | 0      | 41      | 15     |
| ФК Барселона      | 2012 – 13        | Ла Лига              | 29      | 8      | 6               | 2               | —              | —              | 9              | 1              | 2       | 0      | 46      | 11     |
| ФК Барселона      | 2013 – 14        | Ла Лига              | 34      | 19     | 9               | 2               | —              | —              | 9              | 0              | 2       | 0      | 54      | 21     |
| ФК Барселона      | Total            | Total                | 88      | 39     | 22              | 5               | —              | —              | 24             | 3              | 7       | 0      | 141     | 47     |
| Арсенал           | 2014 – 15        | Английска висша лига | 35      | 16     | 6               | 4               | 1              | 1              | 9              | 4              | 1       | 0      | 52      | 25     |
| Арсенал           | 2015 – 16        | Английска висша лига | 30      | 13     | 3               | 1               | 1              | 0              | 7              | 3              | 0       | 0      | 41      | 17     |
| Арсенал           | 2016 – 17        | Английска висша лига | 38      | 24     | 5               | 3               | 0              | 0              | 8              | 3              | —       | —      | 51      | 30     |
| Арсенал           | 2017 – 18        | Английска висша лига | 19      | 7      | 0               | 0               | 2              | 0              | 1              | 1              | 0       | 0      | 22      | 8      |
| Арсенал           | Total            | Total                | 122     | 60     | 14              | 8               | 4              | 1              | 25             | 11             | 1       | 0      | 166     | 80     |
| Манчестър Юнайтед | 2017 – 18        | Английска висша лига | 12      | 2      | 4               | 1               | —              | —              | 2              | 0              | —       | —      | 18      | 3      |
| Манчестър Юнайтед | 2018 – 19        | Английска висша лига | 20      | 1      | 3               | 1               | 0              | 0              | 4              | 0              | —       | —      | 27      | 2      |
| Манчестър Юнайтед | Общо             | Общо                 | 32      | 3      | 7               | 2               | 0              | 0              | 6              | 0              | —       | —      | 45      | 5      |
| Общо в кариерата  | Общо в кариерата | Общо в кариерата     | 439     | 143    | 51              | 16              | 4              | 1              | 91             | 18             | 8       | 0      | 593     | 178    |

## Успехи

### Отборни
Коло-Коло
- Примера Дивисион (Чили): 2006, 2007

Ривър Плейт
- Примера Дивисион (Аржентина): 2008

Барселона
- Ла Лига: 2012/13
- Купа на краля: 2012
- Суперкопа де Еспаня: 2011, 2013
- Суперкупа на УЕФА: 2011
- Световно клубно първенство на ФИФА: 2011

Арсенал
- ФА Къп: 2015,[2] 2017[3]
- Къмюнити шийлд: 2014[4]

Интер
- Серия А (2): 2020/21[5], 2023/24[6]
- Копа Италия (1): 2021/22
- Суперкопа Италиана (2): 2021, 2023[7]

### Национален отбор
Чили
- Копа Америка: 2015, 2016